# Христос у колонны
«Христос у колонны» (англ. Christ at the Column, другой вариант — Бичевание Христа ; около 1606/1607) — картина итальянского художника эпохи барокко Караваджо, которая сейчас находится в Музее изящных искусств в Руане.
Это одна из двух версий картины «Бичевание Христа» Караваджо, написанная в конце 1606 или в начале 1607 года, вскоре после прибытия в Неаполь. На картине изображено бичевание Христа после его ареста и суда, перед распятием. Сцена традиционно изображалась перед колонной, возможно, с отсылкой к суду Пилата. Курносый мучитель в крайнем правом углу — это, несомненно, та же фигура, которая изображает одного из мучителей в «Бичевании Христа» и палача в «Саломее с головой Иоанна Крестителя».
Самой известной трактовкой данной темы в то время была работа мастера Высокого Возрождения Себастьяно дель Пьомбо «Бичевание Христа», находящаяся в церкви Сан-Пьетро-ин-Монторио в Риме. Бичевание Пьомбо, которому подражали более поздние художники, показывает множество идеализированных фигур, извивающихся в сложных слоях пространства. Караваджо сгладил пространство, уменьшил фигуры до минимума и использовал свет, чтобы привлечь внимание к важнейшим частям своей композиции — лицу и туловищу Христа, лицам двух мучителей и руке, держащей кнут вне поля зрения картины.